# Jonatan Germano
Jonatan Miguel Germano (San Nicolás, Argentina; 31 de mayo de 1988) es un futbolista argentino-australiano que actualmente juega en el club Preston Lions FC de la National Premier Leagues Victoria 3, la tercera división del sistema de ligas estatal de Victoria.

## Carrera en el club

### Estudiantes (2007-2011)
Germano debutó con Estudiantes el 9 de septiembre de 2007 contra Racing Club en la Primera División. Entró como sustituto de Juan Manuel Salgueiro en el minuto 66, Estudiantes ganó el partido por 2-1. Quedó libre del club tras la temporada 2010-11.

#### Cesión al HNK Rijeka
En 2009, Germano fue cedido por una temporada al HNK Rijeka croata. No pudo consolidarse en el primer equipo. Fue utilizado con poca frecuencia y sólo jugó cuatro veces en la temporada 2009-10 de la Prva HNL.

#### Cesión al Sportivo Luqueño
Germano fue cedido al Sportivo Luqueño de la Primera División Paraguaya para el Torneo Apertura de la temporada 2010. Participó en 14 partidos con el club, jugando en varias posiciones.

### Melbourne Heart / City
En julio de 2011, Germano viajó a Australia para realizar una prueba de un mes con el club Melbourne Heart de la A-League, donde "sorprendió" al equipo con su talento. Jugó en dos pruebas para el club, disputando los 90 minutos en ambos partidos. A finales de julio, regresó a su país tras impresionar a los entrenadores John van 't Schip, Ante Milicic y John Aloisi.
Germano recibió una oferta de contrato y quedó a la espera de la autorización de su solicitud de visado. Su fichaje completó la plantilla del Melbourne Heart para la temporada 2011-12. Ocupó la quinta y última "plaza de visado" para el club. El 5 de septiembre de 2011, firmó oficialmente con el Melbourne Heart y recibió el número 13.
El 18 de noviembre de 2011, Germano marcó su primer gol oficial que selló la victoria del partido. Fue su sexta aparición con el club. Tras marcar de cabeza su segundo gol con el club, el primero en la victoria por 2-1 sobre el Brisbane Roar, Germano lo celebró sacando un gorro de Papá Noel de su pantalón mientras celebraba ante los aficionados del Roar. Posteriormente, el árbitro Kris Griffiths-Jones amonestó a Germano por la celebración.
A partir de octubre de 2014, Germano, junto con su entrenador John van't Schip eran los únicos miembros del Melbourne City que hablaban español. El 28 de marzo de 2015, Germano marcó el gol de la victoria contra el Brisbane Roar en el minuto 4, poniendo fin a la defensa del título del Brisbane y haciendo casi imposible su acceso a la fase final.
Germano fue liberado por el Melbourne City al final de la temporada 2014-15 de la A-League.

### Avondale FC
A finales de 2015, se confirmó que Germano, junto con el exjugador del Melbourne Victory Spase Dilevski, se uniría al Avondale de la National Premier Leagues Victoria para la temporada 2016 de la NPL Victoria.
Germano tuvo que quedarse fuera de las primeras rondas de la temporada de la NPL, a la espera de que se tramitara su visado australiano. Debutó en una derrota por 3-1 en el Knights Stadium contra el vigente campeón, el Bentleigh Greens, el 11 de marzo de 2016. A continuación, marcó su primer gol con el club, el quinto, en la victoria por 5-1 contra South Springvale en la quinta jornada de la FFA Cup, tras entrar como suplente de última hora. Germano marcó los dos goles del Avondale en el empate 2-2 con el Richmond SC de la 13.ª jornada, el 20 de mayo de 2016, marcando un gol en el minuto 92 que dio un punto a su equipo.
Germano se convirtió en ciudadano australiano a partir de 2017.